# Näsum
Näsum is een plaats in de gemeente Bromölla in het Zweedse landschap Skåne en de provincie Skåne län. De plaats heeft 1119 inwoners (2005) en een oppervlakte van 119 hectare. Langs de plaats loopt de rivier de Höljeån en de directe omgeving van de plaats bestaat uit zowel landbouwgrond als bos.

## Verkeer en vervoer
Bij de plaats loopt de Länsväg 116.